# Роберто Манчини
Роберто Манчини (итал. Roberto Mancini; 27. новембар 1964, Јези) јесте италијански фудбалски тренер и бивши фудбалер.

## Клупска каријера
Манчини је дебитовао у Серији А 13. септембра 1981. са 16 година у дресу Болоње. Следеће године прелази у Сампдорију за коју игра све до 1997. У Сампдорији је чинио нападачки тандем заједно са Ђанлуком Вијалијем, и тако је помогао клубу да дође до титуле првака Италије 1991, као и освајања 4 Купа Италије и Купа победника купова 1990. Такође је са Сампдоријом играо финале Купа шампиона 1992. против Барселоне.
После Сампдорије прелази у Лацио, са којим осваја Серију А, Куп победника купова и 2 национална купа. Када је Лацио освојио дуплу круну 2000. године Манћини је одлучио да заврши каријеру, и тако је постао помоћник Свена Горана Ериксона који је тада био први тренер екипе.

## Репрезентација
Упркос успешности на клупском нивоу, Манчини у репрезентацији није показао свој пуни потенцијал. За репрезентацију Италије је дебитовао 1984. против Канаде, учествовао је на Европском првенству 1988, док је на Светском првенству 1990. у Италији био део репрезентације али није улазио у игру. За репрезентацију је одиграо 36 мечева и постигао 4 гола.

## Тренерска каријера

### Лацио и Фјорентина
Своју тренерску каријеру Манчини је почео пред крај играчке каријере када је био помоћник Свен-Горану Ериксону у Лацију. Манчини је постао тренер Фјорентине када је финансијска ситуација била јако тешка. Играчи попут Руи Косте и Франческа Толда су напуштали клуб, али упркос томе Манчини осваја Куп Италије. Јануара 2002. добија отказ после само 10 месеци рада, и то у тренутку када је Фјорентина била у зони испадања. На крају сезоне Фјорентина је испала из лиге.
Манчини лета 2002. постаје тренер Лација. Са Лациом долази до полуфинала Купа УЕФА 2002/03. где губи од Порта, а следеће сезоне осваја национални куп.

### Интер
Манчини је у лето 2004. постао тренер миланског Интера, којем је већ у првој сезони донео први домаћи трофеј након 1989. године, поново освојивши национални куп. Следеће сезоне клуб осваја Суперкуп Италије и Куп Италије, а такође му се додељује Скудето који је одузет Јувентусу због скандала око намештања утакмица. Манчини са Интером сезоне 2006/07. поставља рекорд лиге са 17 узастопних лигашких победа, и на крају осваја првенство са само једним забележеним поразом. Следеће сезоне Интер осваја трећу узастопну титулу првака Италије, али председник клуба Масимо Морати није задовољан учинком у Лиги шампиона где Интер испада од Ливерпула већ у осмини финала такмичења, због чега Манћинију даје отказ. Наследник Манчинија на клупи Интера је био Жозе Морињо.

### Манчестер Сити
Дана 19. децембра 2009. Роберто Манчини је постао тренер Манчестер Ситија, клуба од којег су се очекивали успеси због улагања новца од стране нових власника клуба из Емирата. У првој сезони клуб завршава на петом месту у лиги, и тако не успева да се пласира у Лигу шампиона.
У летњем прелазном року Манчини не штеди на довођењу играча, те тако доводи Џерома Боатенга из Хамбурга, Давида Силву из Валенсије, Јају Туреа из Барселоне и Александра Коларова из Лација. Сезоне 2010/11. Манчестер Сити осваја ФА куп победивши у финалу Стоук Сити са 1:0, и то је био први клупски трофеј још од 1976. У првенству клуб завршава на трећем месту, и тако обезбеђује директан пласман у Лигу шампиона.
Следеће сезоне Манчини доводи два велика појачања: Самира Насрија из Арсенала и Серхија Агвера из мадридског Атлетика. Сити почиње сезону у Премијер лиги врло убедљиво са 12 победа у 14 мечева. Те сезоне је нанесен најтежи пораз градском ривалу Манчестер јунајтеду још од 1955. победом од 6:1 на Олд Трафорду. Упркос одличним играма у првенству, у Лиги шампиона Сити испада већ у групној фази такмичења.
Након 44 године Манчестер Сити је постао првак Енглеске, након драматичног меча у последњем колу против Квинс парк ренџерса, који је завршен победом од 3:2 за Манчестер Сити након гола у последњим секундама утакмице. Манчини је тако постао други италијански тренер који је освојио Премијер лигу након Карла Анчелотија који је то учинио са Челсијем сезоне 2009/10.
Следећа сезона је била знатно мање успешна за Манчинија. Сити је опет испао у групној фази Лиге шампиона, а у првенству завршава као други са 11 бодова мање од Манчестер јунајтеда. Клуб долази до финала ФА купа где губи од Вигана резултатом 1:0, а два дана касније Манчини добија отказ.

### Галатасарај
Крајем септембра 2013. Манчини постаје тренер Галатасараја, заменивши тако Фатиха Терима који је постао селектор турске репрезентације. Са Галатасарајем успева у задњем колу групне фазе Лиге шампиона да победи Јувентус са 1:0 и тако обезбеди пласман у осмину финала такмичења. Са Галатасарајем није успео да освоји титулу првака Турске али је као утеху у тој сезони освојио национални куп.

### Повратак у Интер
У Интер се вратио 14. новембра 2014. године уместо Валтера Мацарија али његов други боравак на клупи неро–азура није био ни приближно успешан као први. За нешто више од годину и по дана Манћини није успео да освоји неки трофеј што и није било неочекивано с обзиром на вишегодишњу доминацију у италијанском фудбалу љутог ривала Јувентуса. Клупу Интера напустио је 8. августа 2016. године када га је заменио холандски тренер Франк де Бур.

### Зенит Санкт Петербург
Након скоро једногодишње паузе Манћини се 1. јуна 2017. године вратио тренерском послу потписавши трогодишњи уговор са руским премијерлигашем Зенитом из Санкт Петербурга уз могућност продужења сарадње на још две сезоне.

## Трофеји

### Као играч
Сампдорија
- Серија А (1) : 1990/91.
- Куп Италије (4) : 1984/85, 1987/88, 1988/89, 1993/94.
- Суперкуп Италије (1) : 1991.
- Куп победника купова (1) : 1989/90.

Лацио
- Серија А (1) : 1999/00.
- Куп Италије (2) : 1997/98, 1999/00.
- Суперкуп Италије (1) : 1998.
- Куп победника купова (1) : 1998/99.
- Суперкуп Европе (1) : 1999.

### Као тренер
Фјорентина
- Куп Италије (1) : 2000/01.

Лацио
- Куп Италије (1) : 2003/04.

Интер
- Серија А (3) : 2005/06. (за "зеленим столом"), 2006/07, 2007/08.
- Куп Италије (2) : 2004/05, 2005/06.
- Суперкуп Италије (2) : 2005, 2006.

Манчестер Сити
- Премијер лига (1) : 2011/12.
- ФА Куп (1) : 2010/11.
- ФА Комјунити шилд (1) : 2012.

Галатасарај
- Куп Турске (1) : 2013/14.

Репрезентација Италије
- Европско првенство (1) : 2020.

## Награде
- Најбољи играч сезоне у Серији А по избору часописа „Guerin Sportivo“: 1987/88, 1990/91
- Фудбалер године у Серији А: 1996/97
- Италијански фудбалер године: 1996/97
- Добитник награде „Златна клупа“: 2007/08